# Шахре-Корд
Шагре-Корд (перс. شهرکرد - «Місто курдів») — місто в центральному Ірані, адміністративний центр провінції Чагармагаль і Бахтіярія. Населення — 126 746. Основа економіки — виробництво будівельних матеріалів, одягу. Клімат — сухий, холодні зими, літо — тепле. Одне з найвисокогірніших міст Ірану. У передмістях Шагре-Корду розташований гірськолижний курорт.